# La Chapelle-Heulin
La Chapelle-Heulin är en kommun i departementet Loire-Atlantique i regionen Pays de la Loire i nordvästra Frankrike. Kommunen ligger i kantonen Vallet som tillhör arrondissementet Nantes. År 2022 hade La Chapelle-Heulin 3 443 invånare.

## Befolkningsutveckling
Antalet invånare i kommunen La Chapelle-Heulin
| Referens: INSEE |